# Sebastian Ingrosso
Sebastian Carmine Ingrosso (Nacka, 20 aprile 1983) è un disc jockey, produttore discografico e attore svedese con origini italiane.
Nel 2003 ha fondato la casa discografica chiamata Refune Music. Fa parte del gruppo Swedish House Mafia assieme ad Axwell e Steve Angello, dopo che la band, scioltasi nel 2013, ha deciso di riunirsi nel 2018 a Miami durante l’Ultra Music Festival. Dal 2014 al 2018 aveva fatto parte del gruppo Axwell Ʌ Ingrosso, insieme ad Axwell.
Da solista è apparso per sei anni consecutivi nella classifica Top100Djs della rivista Dj Magazine con il piazzamento più alto al n°16 nel 2010.

## Biografia
Sebastian Ingrosso è nato a Nacka, in Svezia, ed è cresciuto a Stoccolma. Il padre Vito, della città di Taranto, è cugino del cantante italiano Diodato e del basso-baritono italiano Graziano De Pace. È cugino del cantante Benjamin Ingrosso e nipote di Charlotte Perrelli.
Durante la sua carriera ha collaborato strettamente con il suo amico d'infanzia Steve Angello su molti progetti. Sebbene abbia iniziato come produttore di musica house fin dal 1999, Ingrosso ha raggiunto il successo solo nel 2005 con Together, singolo prodotto in collaborazione con Axwell. A partire dal 2007, Ingrosso ha partecipato a diverse produzioni che hanno ottenuto un buon riscontro commerciale come Get Dumb con Axwell, Angello e Laidback Luke, It's True con Axwell e Umbrella con Angello. Nel 2010 vince il dj award nella categoria house con Axwell e Steve Angello. Ingrosso è stato un membro degli Swedish House Mafia fino al 2013, anno dello scioglimento del gruppo.
Il 31 agosto 2011 ha pubblicato il singolo, in collaborazione con Alesso, Calling. Successivamente, il 13 marzo 2012, ne è stata pubblicata una nuova versione, intitolata Calling (Lose My Mind), con la parte vocale eseguita dal cantante statunitense Ryan Tedder, meglio conosciuto per essere il solista del gruppo musicale OneRepublic.
Nel 2012 il gruppo Swedish House Mafia si scioglie, alla fine del loro ultimo tour One Last Tour.
Il 10 maggio 2013 è stato pubblicato il singolo, in collaborazione con Tommy Trash, Reload con la parte vocale eseguita dal cantante svedese John Martin.
Nel maggio 2014 forma il nuovo duo firmato Axwell Ʌ Ingrosso con l'ex membro degli Swedish House Mafia Axwell, annunciando un nuovo album previsto per il 2016.
Il 25 marzo 2018, durante l'ultimo giorno dell'Ultra Music Festival di Miami, gli Swedish House Mafia tornano insieme per chiudere l'evento. Il trio si è riunito il 22 ottobre 2018 pubblicando un video sul web, poco dopo hanno annunciato le prime date del loro nuovo tour 2019: dal 2 al 4 maggio a Stoccolma, il 18 maggio a Città del Messico.
| DJ                 | 2009 | 2010 | 2011 | 2012 | 2013 | 2014 |
| ------------------ | ---- | ---- | ---- | ---- | ---- | ---- |
| Sebastian Ingrosso | 25   | 16   | 26   | 34   | 18   | 39   |

## Discografia

### Album in studio
- 2017 – More than You Know (Axwell Ʌ Ingrosso)
- 2022 – Paradise Again (Swedish House Mafia)

### Singoli ed EP
- 2000 - Dreams of Beirut (con Luciano Ingrosso)
- 2000 - Frozen Image (con Unless)
- 2000 - Par Teléphone (Sebastian Ingrosso pres. Vanessa)
- 2000 - Aero (con Unless)
- 2001 - Bumper (Outfunk)
- 2001 - All I Can Take (Outfunk)
- 2001 - I Am The One (Outfunk)
- 2002 - Echo Vibes (Outfunk)
- 2002 - Moonflower (con Luciano Ingrosso)
- 2003 - Lost In Music (Outfunk)
- 2003 - One Feeling (The Sinners)
- 2003 - Keep On Pressing (The Sinners)
- 2003 - Sad Girls (The Sinners)
- 2003 - Under Pressure (The Sinners)
- 2004 - Swing Me Daddy (Mode Hookers)
- 2004 - Yo Yo Kidz (con Steve Angello)
- 2004 - Walk Talk Acid
- 2004 - You Need 2 Rock
- 2004 - Get It Back
- 2004 - Shake
- 2004 - We Got The Muzik (con John Dahlbäck)
- 2004 - Lick My Deck (con John Dahlbäck)
- 2005 - Instrumental (Mode Hookers)
- 2005 - Breathe (Mode Hookers)
- 2005 - For Sale (Buy Now!)
- 2005 - Sold (Buy Now!) (non pubblicata)
- 2005 - Cross The Sky (General Moders)
- 2005 - Body Beat
- 2005 - Stockholm 2 Paris (First Optional Deal)
- 2005 - Yeah (con Steve Angello)
- 2005 - 82-83 (con Steve Angello)
- 2005 - Together (con Axwell)
- 2006 - FerriBerri (con Eric Prydz) (non rilasciata)
- 2006 - Click (con Steve Angello)
- 2007 - I Can't Get Enough (feat. Alexandra Prince) (Fireflies)
- 2007 - Get Dumb (con Steve Angello, Axwell & Laidback Luke)
- 2007 - Umbrella (con Steve Angello)
- 2007 - It's True (con Axwell vs. Salem Al Fakir)
- 2008 - Body Crash (Buy Now!)
- 2008 - Chaa Chaa (con Laidback Luke)
- 2008 - 555 (con Steve Angello)
- 2008 - IT (con Steve Angello vs. Laidback Luke)
- 2008 - Partouze (con Steve Angello)
- 2009 - Laktos
- 2009 - Kidsos
- 2009 - Leave the World Behind (con Axwell, Steve Angello & Laidback Luke feat. Deborah Cox)
- 2009 - Meich (con Dirty South)
- 2009 - Still Sittin' On Chrome (con MOGUAI)
- 2009 - How Soon Is Now (con David Guetta, Dirty South, Julie McKnight)
- 2010 - One (Swedish House Mafia)
- 2010 - Miami 2 Ibiza (vs. Tinie Tempah) (Swedish House Mafia)
- 2011 - Save the World (feat. John Martin) (Swedish House Mafia)
- 2011 - Calling (con Alesso)
- 2011 - Antidote (vs. Knife Party) (Swedish House Mafia)
- 2012 - Calling (Lose My Mind) (con Alesso feat. Ryan Tedder)
- 2012 - Greyhound (Swedish House Mafia)
- 2012 - Don't You Worry Child (feat. John Martin) (Swedish House Mafia)
- 2012 - Reload (con Tommy Trash)
- 2013 - Reload (con Tommy Trash feat. John Martin)
- 2013 - Roar (con Axwell, sigla di Monsters University)
- 2014 - We Come We Rave We Love (Axwell Ʌ Ingrosso)
- 2014 - Can't Hold Us Down (Axwell Ʌ Ingrosso)
- 2014 - Something New (Axwell Ʌ Ingrosso)
- 2015 - On My Way (Axwell Ʌ Ingrosso)
- 2015 - Sun Is Shining (Axwell Ʌ Ingrosso)
- 2015 - This Time (Axwell Ʌ Ingrosso)
- 2015 - Dream Bigger (Instrumental Mix) (Axwell Ʌ Ingrosso)
- 2016 - FLAGS! (con LIOHN & Salvatore)
- 2016 - Dream Bigger (Axwell Ʌ Ingrosso)
- 2016 - Dark River
- 2016 - Dark River (Festival Version)
- 2016 - Thinking About You (Axwell Ʌ Ingrosso)
- 2016 - Thinking About You (Festival Mix) (Axwell Ʌ Ingrosso)
- 2017 - I Love You (feat. Kid Ink) (Axwell Ʌ Ingrosso)
- 2017 - Ride It (con Salvatore Ganacci)
- 2017 - More Than You Know (Axwell Ʌ Ingrosso)
- 2017 - Dawn (Axwell Ʌ Ingrosso)
- 2017 - How Do You Feel Right Now (Axwell Ʌ Ingrosso)
- 2017 - Renegade (Axwell Λ Ingrosso)
- 2017 - Dreamer (feat. Trevor Guthrie) (Axwell Ʌ Ingrosso)
- 2018 - Dancing Alone (feat. RØMANS) (Axwell Ʌ Ingrosso)
- 2021 - It Gets Better (Swedish House Mafia)
- 2021 - Lifetime (feat. Ty Dolla $ign & 070 Shake) (Swedish House Mafia)
- 2021 - Moth to a Flame (con The Weeknd) (Swedish House Mafia)
- 2022 - Redlight (con Sting) (Swedish House Mafia)
- 2022 - Heaven Takes You Home (con Connie Constance) (Swedish House Mafia)
- 2022 - Turn On The Lights again.. (con Fred again.. feat. FUTURE) (Swedish House Mafia)
- 2022 - Let You Do This (con Salvatore Ganacci) (Buy Now!)
- 2022 - Church (con PARISI) (Buy Now!)
- 2022 - Speak Up (con PARISI) (Buy Now!)
- 2023 - U Ok? (con PARISI & Steve Angello)
- 2023 - See The Light (feat. Fridayy) (Swedish House Mafia)
- 2023 - Ray of Solar (Swedish House Mafia)
- 2024 - Skip (con Steve Angello)
- 2024 - Lioness (con Niki & The Dove) (Swedish House Mafia)
- 2024 - Finally (con Alicia Keys) (Swedish House Mafia)
- 2024 - Flood
- 2025 - No Enemies (con Steve Angello feat. Namasenda)
- 2025 - Wait So Long (Swedish House Mafia)
- 2025 - A New Day (feat. Céline Dion)

### Remixes
- 1999: Nanne - Vem Som Helst (Super Loop Remix)
- 1999: Leila K - Open Sesame '99 (Fatz Jr Remix)
- 1999: Nanne - Svarta Änkan (Fatz Jr Remix)
- 2000: Memet - Ankara (2 Boys in a Red Room Remix)
- 2002: Sheridan - Wants vs. Needs (Sebastian Ingrosso Remix)
- 2002: Robyn - Keep This Fire Burning (Ingrosso & Father Remix)
- 2003: Arcade Mode - Your Love (Sebastian Ingrosso Remix)
- 2003: Arcade Mode - Your Love (Steve Angello & Sebastian Ingrosso's BBQ Mix)
- 2004: Full Blown - Some Kinda Freak (Sebastian Ingrosso Remix)
- 2004: Steve Lawler - That Sound (Sebastian Ingrosso & Steve Angello Remix)
- 2004: Steve Angello - Euro (Sebastian Ingrosso Remix)
- 2004: Eric Prydz - Call on Me (Mode Hookers Remix)
- 2004: Dukes of Sluca - Don't Stop (Sebastian Ingrosso Remix)
- 2004: StoneBridge feat. Therese - Put 'Em High (Steve Angello & Sebastian Ingrosso Remix)
- 2005: Robbie Rivera - One Eye Shut (Steve Angello & Sebastian Ingrosso Remix)
- 2005: Tony Senghore - Peace (Sebastian Ingrosso Remix)
- 2005: Naughty Queen - Famous & Rich (Steve Angello & Sebastian Ingrosso Remix)
- 2005: Deep Dish - Say Hello (Steve Angello & Sebastian Ingrosso Remix)
- 2005: Moby - Dream About Me (Sebastian Ingrosso Remix)
- 2005: Joachim Garraud – Rock The Choice (Sebastian Ingrosso Remix)
- 2005: Röyksopp - 49 Percent (Steve Angello & Sebastian Ingrosso Remix)
- 2005: IN-N-OUT - EQ-Lizer (Steve Angello & Sebastian Ingrosso Remix)
- 2005: Ernesto vs. Bastian - Dark Side of the Moon (Axwell & Sebastian Ingrosso Re-Mode)
- 2005: Alex Neri - Housetrack (Sebastian Ingrosso Remix)
- 2005: The Modern - Industry (Sebastian Ingrosso Remix)
- 2007: Justin Timberlake - My Love (Steve Angello & Sebastian Ingrosso Remix)
- 2007: Julien Jabre - Swimming Places (Sebastian Ingrosso Re-Edit)
- 2007: Eric Prydz vs. Pink Floyd - Proper Education (Sebastian Ingrosso Remix)
- 2007: Hard-Fi - Suburban Knights (Steve Angello & Sebastian Ingrosso Remix)
- 2008: Diddy & Felix da Housecat - Jack U (Steve Angello & Sebastian Ingrosso Remix)
- 2010: Mohombi - Bumpy Ride (Sebastian Ingrosso Remix)
- 2010: Miike Snow - Silvia (Sebastian Ingrosso & Dirty South Remix)
- 2016: Salvatore Ganacci Feat. Enya and Alex Aris - Dive (Sebastian Ingrosso & Salvatore Ganacci Remix)
- 2022: Diplo & TSHA feat. Kareen Lomax - Let You Go (Sebastian Ingrosso & Desembra Remix)
- 2022: The Weeknd - How Do I Make You Love Me? (Sebastian Ingrosso & Salvatore Ganacci Remix)

### Produzioni
- 2000: Memet - Ankara
- 2003: Phatjak - My Love (Funka Remix) (con Steve Angello)
- 2008: Lazee - Can't Change Me
- 2008: Lazee - Rock Away
- 2009: Kid Sister - Right Hand Hi (con Steve Angello)
- 2010: Kylie Minogue - Cupid Boy
- 2011: Taio Cruz - Shotcaller (con Steve Angello)
- 2012: Usher - Numb (Swedish House Mafia, con Alesso)
- 2012: Usher - Euphoria (Swedish House Mafia)
- 2012: will.i.am feat. Eva Simons - This Is Love (con Steve Angello)
- 2013: Britney Spears - Work Bitch (songwriter, con Otto Knows e will.i.am)
- 2015: Brandon Flowers - I Can Change (songwriter, Axwell Λ Ingrosso)
- 2018: Vargas & Lagola - Roads (songwriter, Axwell Λ Ingrosso)
- 2020: Lady Gaga & Elton John - Sine from Above (songwriter)
- 2022: The Weeknd - How Do I Make You Love Me? (Swedish House Mafia)
- 2022: The Weeknd - Sacrifice (Swedish House Mafia)
- 2022: The Weeknd - Nothing Is Lost (You Give Me Strength) (Swedish House Mafia, con Simon Franglen)
- 2025: The Weeknd - Closing Night (Swedish House Mafia)
- 2025: Mike Posner - Underneath It All (Swedish House Mafia)

## Filmografia
- NCIS Ibiza (2015), attore con Axwell (agenti Axwell e Ingrosso)